# آندریاس زینگرل
آندریاس زینگرل (انگلیسی: Andreas Zingerle؛ زادهٔ ۲۵ نوامبر ۱۹۶۱) ورزشکار دوگانه اهل ایتالیا است.